# Glyptothorax trilineatus
Glyptothorax trilineatus és una espècie de peix de la família dels sisòrids i de l'ordre dels siluriformes.

## Morfologia
Els mascles poden assolir els 30 cm de llargària total.

## Distribució geogràfica
Es troba a l'Índia, Myanmar, el Nepal, Tailàndia, Laos i la Xina.